# 紫金牛腎圓盾介殼蟲
紫金牛腎圓盾介殼蟲（学名：Aonidiella messengeri）为盾介殼蟲科腎圓盾介殼蟲屬下的一个种。